# Chariton Prokofjevič Laptěv
Chariton Prokofjevič Laptěv (rusky Харитон Прокофьевич Лаптев; 1700 Velikije Luki – 21. prosinec 1763 Velikije Luki) byl ruský námořní důstojník, polárník, cestovatel a navigátor. Byl jedním z velitelů Velké severní expedice.

## Životopis

### Mládí
Praděd Charitona Laptěva – Pjotr Rodinov, strávil celý svůj život ve službách cara, zúčastnil se mnoha bitev, válečných tažení a válek, kde se vyznamenal svou odvahou a věrností panovníkovi. Za své služby obdržel od cara darem několik vesnic v okolí města Velikije Luki v Pskovské oblasti a byl povýšen do šlechtického stavu. Jeho synové a vnuci si postupně mezi sebou drolili zděděné osady – Pokarevo, Bolotovo, Dudino, Andrejkovo, Leškichino a další. Do rodiny Prokofjeva Laptěva, kterému patřila vesnice Pokarevo, se v roce 1700 narodil syn Chariton Laptěv. A o rok později se do rodiny Jakova Laptěva (bratr Prokofjeva) narodil syn Dmitrij Laptěv. Oba bratranci byli od mala vychováváni společně jako bratři. Nejprve se učili u vesnického popa, pak se společně vydali do Petrohradu, aby tam studovali. Ujal se jich strýc Boris Ivanovič Laptěv, který tam byl ve státní službě a vykonával čestné místo lodního mistra. Oba bratranci byli od dětství přitahováni mořem, proto využili strýcova vlivu a stali se jedněmi z prvních posluchačů nově vytvořené petrohradské Akademie námořní stráže.

### Služba před expedicí
V roce 1718 vstoupil Laptěv v hodnosti mičmana do ruské Baltské flotily. V roce 1725 se plavil v rámci námořní mise do Itálie. Dne 24. května 1726 byl povýšen do důstojnické hodnosti a od roku 1730 sloužil na válečných lodích. V roce 1734 se zúčastnil na lodi Mitava (pod velením kapitána Pierre de Frémeryho) Války o polské následnictví, kde bojoval při obléhání Gdaňsku. Nedaleko od Gdaňsku se Mitava maskovala pod švédskou vlajkou, když odplouvala na volné moře, začaly jí pronásledovat čtyři francouzské válečné lodě (Fleuron, Gloire a další dvě, jejichž jména se nedochovala), které zabránily Mitavě v další plavbě. Francouzi následně požadovali vyslat člun s důstojníkem, který bude mít pravomoc k jednání. Ruská důstojnická rada na jednání vyslala praporčíka Vojnikova, který se nevrátil. Místo Vojnikova připlul francouzský důstojník, který požadoval schůzku s ruským kapitánem de Frémerym na francouzské vlajkové lodi. Rusové s Francii nebyli ve válečném stavu, ruští důstojníci se proto neobávali a kapitánovi umožnili odplout na francouzskou vlajkovou loď, ale byla to francouzská léčka. Zatímco ruský kapitán vyjednával, Francouzi spustili čluny s vojenským výsadkem, který obsadil ruskou Mitavu, na niž se Rusové bez boje vzdali a byli zajatí. Ruský kapitán vydal protest, v němž přepadení označil za pirátství, neboť nebyli s Francií ve válečném stavu. Po propuštění zajatců byl Chariton Laptěv spolu s lodními důstojníky za tento čin odsouzen k trestu smrti. Po přezkoumání rozsudku byli viny zproštěni a vrátili se do služby.
V roce 1736 byl Chariton Laptěv vyslán k řece Don, kde měl hledat vhodné místo k výstavbě lodí. V roce 1737 velel jachtě Decrone a v tomtéž roce byl povýšen do hodnosti poručíka.
Spolu s bratrancem Dmitrijem nechtěli sloužit na válečných plavidlech, spíše toužili po službě a průzkumných plavbách na dálném severu. Ještě během života cara Petra I. Velikého byl navržen projekt zmapování ruského dálného východu, do něhož oba námořníci podali několik žádostí, které jim umožnily účast na Velké severní expedici.

### Velká severní expedice
V prosinci 1737 byl Chariton Laptěv jmenován jedním z velitelů Velké severní expedice. Jeho oddíl měl prozkoumat pobřeží mezi Jenisejem a Kolymou. S výzkumem této oblasti začali již v lednu 1735, ale výpravě se nepodařilo dosáhnout vytyčených cílů, oba velitelé Vasilij Prončiščev a Pjotr Lassinisus spolu velkou částí mužstva zemřeli. Chariton Laptěv s oddílem dostal tedy pokyn plout od řeky Leny k Jeniseji, kde měli zmapovat zatím neznámé pobřeží. Pokud by jim led neumožnil další plavbu, měli provést pozemní průzkum pobřeží.
Z Petrohradu do Jakutska cestoval po souši a z Jakutska v červnu 1739 vyplul s původním mužstvem na Prončiščevově dvojšalupě Jakutsk na sever, k ústí Leny. Dvojšalupa Jakutsk byla nevelká říční a příbřežní mořská plachetnice s plochým dnem, vybavená i vesly. Své objevitelské cesty zahájil budováním zásobovacích skladišť, o které se u řek Anabary, Chatangy a Tajmyry starali domorodci. Jeho zástupcem a blízkým přítelem byl palubní důstojník Semjon Ivanovič Čeljuskin, který měl již zkušenosti, když se po čtyři roky v Arktidě plavil s poručíkem Prončiščevem.
Chariton Laptěv v polovině července vyplul z ústí Leny směrem na západ. Jeho šalupa poháněná vesly a bidly bojovala až do srpna s ledovými krami. Dne 21. srpna 1739 se s posádkou dostal až k mysu svatého Tadeáše, kde je zastavilo souvislé ledové pole, proto se vrátili k ústí Chatangy. Na zpáteční cestě prozkoumal Chatanžský záliv, obeplul Begičevův ostrov a objevil hluboký průliv, který pojmenoval Nordvik. Od ústí Chatangy pak pluli proti jejímu proudu, kde mezi evenckými lovci přezimovali.
Zima 1739/1740 byla obzvláště tuhá. Posádce chyběli čerstvé potraviny a projevila se únava mužstva, které už několik let prozkoumávalo tuto oblast. Laptěv jim ale neumožnil zahálet. Vozili zásoby od řeky Oleněk, kde ponechali nákladní čluny, sháněli otop, spravovali šalupu a dva menší oddíly se psím spřežením podnikly kratší cesty po Tajmyru, aby splnili příkaz Admirality o pozemních průzkumech v době, kdy budou vody kvůli ledu nesplavné. Při pozemních cestách byla objevena řeka Dudypta a oddíl vedený zeměměřičem Nikiforem Čekinem se dostal k ústí Tajmyru a Pjasiny. Ve snaze předejít kurdějím nařídil Laptěv jíst syrové sobí a rybí maso.
První ledy na řece Chatanze roztály až 15. června 1740 a ledové kry v řece až 12. července povolily natolik, že jim umožnily opustit zimoviště a znovu vyplout směrem k moři, kam dopluli 13. srpna. Postupu na moři bránil silný protivítr a mohutné ledové kry. Na 75°26' s.š. šalupu sevřel silný led, který ji poškodil natolik, že ji museli opustit. Laptěv, kormidelník Čeljuskin a zeměměřič Čekin poslal většinu posádky zpět na jih a sami v menších skupinkách pokračovali v geografickém průzkumu. Pracovali v silném mrazu, husté mlze, oslepeni sněhem a oslabení nedostatkem potravin.
Když nedokázali Tajmyr obeplout, rozhodl se Laptěv poloostrov prozkoumat po souši se psím spřežením. Malé oddíly křižovaly Tajmyr během léta 1741 a 1742, samotný Laptěv dojel v roce 1741 se psím spřežením k jezeru Tajmyr a po řece stejného jména pokračoval až k moři a k mysu Stěrlegova, kde se setkal s Čeljuskinem. Čeljuskin se vracel z nejsevernější části poloostrova, kde objevil nejsevernější mys Euroasie. Oba pak společně pokračovali v průzkumu pobřeží Tajmyru, přičemž zmapovali řadu zátok, mysů a pobřežních ostrovů. Později bylo celé toto území pojmenováno Pobřeží Charitona Laptěva. V srpnu se celý oddíl Lena-Jenisej vrátil do Jenisejsku, kde Laptěv dokončil svou expedici.

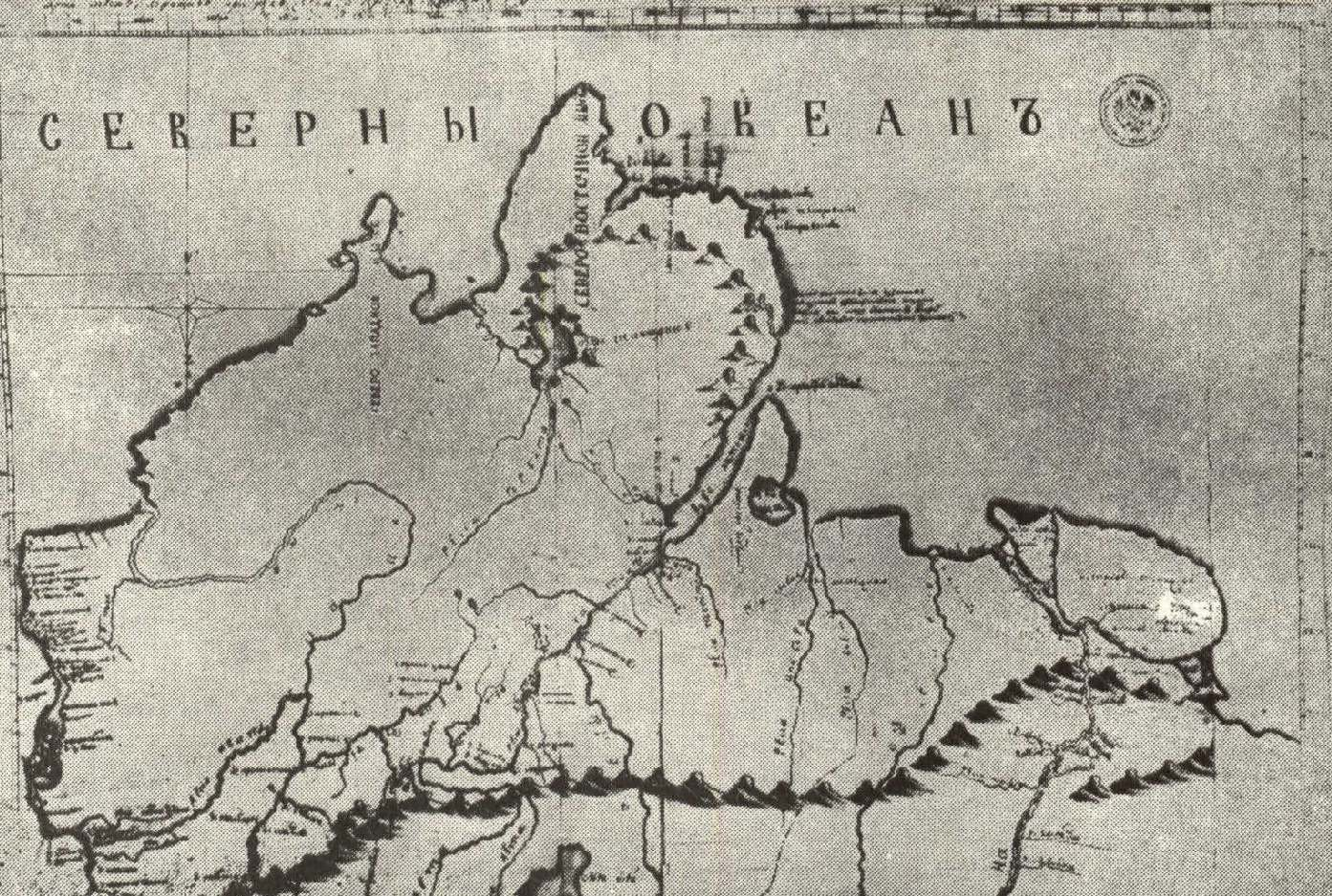
Mapa poloostrova Tajmyr vypracovaná Charitonem Laptěvem v roce 1742.

Na podzim roku 1742 poslal Čeljuskina do Petrohradu se zprávou o expedici. Sám zůstal v Jenisejsku, kde objevené území přenesl do co nejpřesnější mapy a popsal pobřeží od ústí Leny po ústí Jeniseje. Navigační mapy a geografická mapa poloostrova Tajmyr, sestavené Laptěvem, zůstaly jedinými mapami této oblasti téměř 150 let.
Chariton Laptěv zpracoval všechny materiály shromážděné jeho expedicí do velkého geografického díla Popis obsažený z flotily poručíka Charitona Laptěva během kamčatské expedice mezi řekami Lena a Jenisej, v jakém stavu řeky leží a na nich všichni žijící lovci se uvádějí. Kniha popisovala řeky severní oblastí, počínaje Lenou a dále na západ až po Jenisej. Popisovala také život, zaměstnání, zvyky a obyčeje místního obyvatelstva.

### Po expedici
Po skončení Velké severní expedice znovu sloužil v Baltské flotile. Od roku 1746 velel lodi Ingermanland v Baltském moři. V roce 1752 byl v hodnosti kapitána 3. stupně jmenován asistentem náčelníka námořního kadetního sboru. Během sedmileté války (1756–1763) byl velitelem válečné lodi a získal hodnost kapitána 1. stupně. V roce 1762 byl jmenován komisařem pro zásobovací služby flotily.
Zemřel 21. prosince 1763.

## Památka
Po Laptěvovi jsou pojmenovány:
- Moře Laptěvů – pojmenováno po Charitonu Laptěvovi a jeho bratranci Dmitriji Laptěvovi.
- Pobřeží Charitona Laptěva – západní pobřeží poloostrova Tajmyr
- Mys Laptěva a Mys Charitona na severovýchodě Tajmyru
- Mys Charitona Laptěva na východním pobřeží Tajmyru
- Chariton Laptěv byla středně velká průzkumná loď Severní flotily námořnictva SSSR
- Remorkér Chariton Laptěv postavený v roce 1954[9]